# Bassignac-le-Bas
Bassignac-le-Bas is een gemeente in het Franse departement Corrèze (regio Nouvelle-Aquitaine) en telt 91 inwoners (2009). De plaats maakt deel uit van het arrondissement Tulle.

## Geografie
De oppervlakte van Bassignac-le-Bas bedraagt 12,0 km², de bevolkingsdichtheid is dus 7,6 inwoners per km².
De onderstaande kaart toont de ligging van Bassignac-le-Bas met de belangrijkste infrastructuur en aangrenzende gemeenten.

## Demografie
Onderstaande figuur toont het verloop van het inwonertal (bron: INSEE-tellingen).